# Brett Gurewitz
Brett W. Gurewitz (West Hills (Californië), 12 mei 1962) is de gitarist en tekstschrijver van de Amerikaanse punkrockband Bad Religion. Hij is daarnaast de oprichter van de inmiddels opgeheven opnamestudio Westbeach Recorders en eigenaar van het platenlabel Epitaph Records.
Hij speelde van 1979 tot 1994 bij Bad Religion, sloot zich in 1995 en 1996 bij de band Daredevils aan en speelt sinds 2001 weer bij Bad Religion. Als muziekproducent heeft hij tevens achtergrondzang en gitaarspel verzorgd op albums van onder meer No Use for a Name, Down by Law, Chemical People, Rancid, Pennywise en Millencolin. Op het album Cold as the Clay van Greg Graffin (zanger van Bad Religion) uit 2006 is hij te horen als achtergrondzanger.
- Bibsys: 7012272
- Library of Congress Control Number: n2017012128
- MusicBrainz: cd40188b-ea30-4729-bebb-e8c5091c9d02
- Virtual International Authority File: 8321148997660059870001
- WorldCat: E39PBJtxgTvB7YBBKvyTr3HV4q